# عامل نمو العظام
عامل نمو العظام هو عامل نمو يُحفّز تكاثر الخلايا في العظام.
تشمل عوامل نمو العظام المعروفة عامل النمو الشبيه بالإنسولين 1، وعامل النمو الشبيه بالإنسولين 2، وعامل النمو المحول بيتا، وعوامل نمو الأرومة الليفية، وعامل النمو المشتق من الصفيحات، والبروتين المرتبط بالهرمون الدُريقي، وبعض أفراد مجموعة عوامل تمايز النمو من البروتينات. وفقًا لموقع مينوبوز (سن الإياس)، وهو مدونة تابعة لجامعة روتشستر، فإن هرمون الإستروجين يتسبب بتوزيع الدهون لدى الإناث في مناطق الثدي والفخذ وعلى طول منطقة الحوض، وهذا يعني أنه يمكن استخدام هذه الدهون مستقبلًا مصدرًا للطاقة في أثناء الحمل. أما بالنسبة إلى الرجال، تزيد الأندروجينات (مثل التستوستيرون) من نسبة العضلات إلى الدهون عند الذكور.
تشمل الهرمونات الرئيسية المؤثرة في مورفولوجيا العظام ونموها هرمون النمو (الذي يعمل بشكل أساسي عن طريق تحفيز إنتاج عامل النمو الشبيه بالإنسولين 1)، والأندروجينات مثل التستوستيرون والديهدروتستوستيرون، والإستروجينات مثل الإستراديول. إن نسبة هرمون النمو/عامل النمو الشبيه بالأنسولين 1 هي المسؤولة عن زيادة الحجم الكلي للجسم، وحجم العظام الطولي، والطول، خاصةً خلال فترة البلوغ.
يسبب هرمون الإستروجين اتساع عظم الورك الذي يصبح مستديرًا في أثناء البلوغ عند الإناث، بينما تسبب الأندروجينات اتساع الكتفين عند الذكور. يتواسط الإستروجين إغلاق الصفيحة المشاشية عند الذكور والإناث. تشمل الهرمونات الأخرى المتحكمة بنمو العظام الهرمون الدرقي، والهرمون الدريقي، والهرمونات القشرية السكرية مثل الكورتيزول والفيتامين د (الكالسيتريول).
عوامل نمو الأرومة الليفية هي ببتيدات موجودة في شكلين مختلفين، أحدهما حمض والآخر أساس، بينهما تماثل بنسبة 55%. هذه العوامل ليست كالبروتينات لذلك لا تُفرز في البيئة، لأنها تفتقر إلى الببتيد الإشعاري، وهذا يعني أنها تُطلق فقط خارج الخلية عند إعادة تنظيم غشائها. عامل النمو المحول بيتا هو المنظم الفيزيولوجي لتمايز الخلايا العظمية، ويعمل بوصفه عنصرًا مركزيًا في تكوين العظام وامتصاصها في أثناء إعادة تشكيل العظام.
تُحفَّز عوامل نمو الأرومة الليفية وعامل النمو المحول بيتا بنجاح عبر استخدام العلاج بالموجات التصادمية من خارج الجسم (إي إس دبليو تي). أثبتت الأرومات الليفية وبانيات العظم أنها قادرة على إنتاج عوامل نمو العظام بعد التحفيز. استُقصيَت هذه الطريقة كحل لعدم الانجبار (فشل التئام الكسور) في جراحة العظام.
عوامل النمو المشتقة من الصفيحات هي عديدات ببتيد الموجودة في الأنسجة المختلفة، بما فيها العظام، إذ افترض في الأصل أنها يمكن أن تعمل منظمًا ذاتيًا لإعادة تشكيل العظام. عُزلت هذه البروتينات في البداية من الصفيحات الدموية البشرية، ووُجد أنها مكونة من سلسلتين مختلفتين أ وَب من عديد الببتيد. 

## الاعتماد على عامل نمو العظام في علاج محتمل لهشاشة العظام
هشاشة العظام هي مرض تصبح فيه كتلة العظام أقل من المتوسط ومن ثم قد تزيد من احتمالية حدوث الكسور. بعض الأسباب التي تؤدي إلى هشاشة العظام: العمر ونقص كمية هرمون الإستروجين، وهذا السبب في حدوث المرض بشكل رئيسي عند النساء الأكبر سنًا (ومع ذلك قد يصيب الرجال أيضًا).
أظهرت دراسة حديثة أُجريت في معهد أبحاث المركز الطبي للأطفال في جامعة جنوب غرب تكساس الطبية أن عامل نمو العظام أوستيوليكتين (Clec11a) يمتلك أيضًا خصائص مرممة. أُزيلت المبايض من الفئران بهدف محاكاة مرض هشاشة العظام لدى النساء بعد انقطاع الطمث. استندت النتائج إلى الحقن اليومية للأوستيوليكتين وتحديد الآثار الناتجة عنه. أظهرت نتائج هذا البحث زيادة في حجم العظام لدى الفئران مع ظهور الهشاشة بعد إزالة المبايض.
على وجه التحديد، تُستخدم الأدوية إلى جانب علاج الكسور من أجل مساعدة الأشخاص المصابين بهشاشة العظام.